# Sylvain Moniquet
Sylvain Moniquet (* 14. Januar 1998 in Namur) ist ein belgischer Radrennfahrer.

## Sportlicher Werdegang
Nach dem Wechsel in die U23 fuhr Moniquet zunächst für das Nachwuchsteam des UCI ProTeam Wallonie-Bruxelles International. In den drei Jahren erzielte er wiederholt Top-10-Platzierungen, unter anderem als Vierter bei der Tour du Jura Cycliste 2018 und als Fünfter beim Grand Prix Priessnitz spa 2019. Nach der Saison 2019 entschied er sich, nicht in das ProTeam zu wechseln, sondern noch ein weiteres Jahr im Nachwuchsbereich zu fahren und direkt den Sprung in ein UCI WorldTeam zu schaffen. Dazu wurde er 2020 Mitglied in der Equipe continentale Groupama-FDJ.
Zur Saison 2021 erhielt Moniquet tatsächlich einen Vertrag bei einem WorldTeam, dem damaligen Team Lotto Soudal. Im Team nimmt er Helferaufgaben wahr, kann aber auch eigene Ziele als Etappenjäger verfolgen. Mit dem Team nahm er jedes Jahr an einer Grand Tour teil, als bestes Tagesergebnis erreichte er beim Giro d’Italia 2022 auf der vierten Etappe einen vierten Platz. Sein bisher wertvollstes Ergebnis als Radprofi war der fünfte Platz in der Gesamtwertung der Ungarn-Rundfahrt 2023.
Nach vier Jahren im Team Lotto wechselte Moniquet zur Saison 2025 zum Team Cofidis.

## Grand Tour-Platzierungen
| Grand Tour            | 2021 | 2022 | 2023 | 2024 | 2025 |
| --------------------- | ---- | ---- | ---- | ---- | ---- |
| Giro d’ItaliaGiro     | –    | 48   | –    | –    | 71   |
| Tour de FranceTour    | –    | –    | –    | –    |      |
| Vuelta a EspañaVuelta | 83   | –    | 94   | 110  |      |